# Port lotniczy Porto Santo
Port lotniczy Porto Santo (IATA: PXO, ICAO: LPPS) – międzynarodowy port lotniczy położony 1 km od Vila Baleira na wyspie Porto Santo, w regionie Madera, w Portugalii.

## Linie lotnicze i połączenia
| Linia Lotnicza    | Kierunek                      |
| ----------------- | ----------------------------- |
| Binter Canarias   | 1. Madera                     |
| Discover Airlines | Sezonowo: 1. Frankfurt        |
| EasyJet           | 1. Lizbona Sezonowo: 1. Porto |
| TAP Portugal      | Sezonowo: 1. Lizbona          |